# スクランブル (ゲーム)
スクランブル (Scramble) は、1981年にコナミ工業が開発した縦画面横スクロールシューティングゲーム。
同年8月にはスクランブルのシステムを踏襲して難易度を上げた『スーパーコブラ』が発売された。

## 概要
エレメカでドライブゲームなどのジャンルに採用されていたスクロール方式をコンピュータゲームへ取り入れた先駆的な作品である。同社初の横スクロールシューティングでもあり、『グラディウスシリーズ』の原点として挙げられる。前方と下方への撃ち分けや燃料ゲージを特徴とする。
ロンドンのオリンピアで1981年1月12日から15日まで開催された第37回アミューズメント・トレーディング・エキシビション (Amusement Trading Exhibition; ATE) にて初めて披露された。日本では同年3月にコナミ製品総販売元のレジャックからアーケードゲーム機として発売された。また、コナミはアメリカ合衆国のスターン・エレクトロニクス、イギリスのサミット・コイン、台湾のアーティック・エレクトロニクスと製造販売の許諾契約を結んで世界的に展開を図った。
本作は米国を中心にヒットし、コナミがコンピュータゲームソフトの開発事業を拡大するきっかけになった。その一方で、許諾をめぐる問題に対応を追われた反省から、1982年に販売子会社を設立するまでは、ゲーム業界大手で海外事業にも強かったセガに販売面で協力を求めていくことになった。本作や同年に発売した『フロッガー』の大ヒットで、コナミ工業は1982年2月期に売上高が前年比約3倍の81億円となった。このうち、外国への輸出分が約80%を占めていた。

## ゲーム内容
ジェット機型の宇宙船「スペース・ファイター」を地形や敵に衝突するのを避けながら操縦し、最終的には敵基地を破壊することがプレイヤーの目的となる。自機は前方向ショットと投下式ミサイルを装備しており、これで空中の敵や地上物を破壊できる。地上物の一つに「FUEL」と書かれたものは燃料タンクであり、これを破壊することで自機に燃料が補給される。燃料を補給しないままでいると、画面下部にある燃料ゲージが減り続け、空になるとやがて墜落し、自機を失う。
各ステージは6つの区画に分かれており、それぞれ地形や攻撃方法が異なる。敵指令基地までたどり着き破壊に成功すると、燃料の減りがより早くなるなど難易度が上がった状態で最初からのスタートとなる。その際、画面右下に周回数を示す旗が表示される。
得点システムは、自機が1秒飛行する毎に10点を獲得。地上に配備されたミサイルを破壊すると50点。発射後のミサイルを破壊すると80点。空中を移動する円盤を破壊すると100点。地上の燃料タンクを破壊すると150点獲得し、同時に自機に燃料が補給される。地上の基地を破壊すると100から300点。最後に単独で配置された司令部を破壊すると800点を獲得する。司令部は高い壁に囲まれた地上に存在する。やり過ごした場合、燃料を使い切るまで繰り返し前方から現われる。素早く破壊して即座に上昇しないと奥側の壁に激突してしまうが、こうなったとしてもミスとはならず、周回クリアとして扱われる。

## 評価
スクランブルは商業的に成功し、賞賛された。1982年2月号の Computer and Video Games 誌は「プレイヤーをミッションに送り込む初めてのアーケードゲームであり、すぐに大きな支持を得た。」と評価した。アメリカ合衆国では、1981年の発売から2か月以内に1万台のアーケード筐体を売り上げ、その売上高は2000万ドルに上った。また、1981年6月には米国月間リプレイアーケードチャートでトップになった。1981年8月4日の終売までの5か月間で15,136台を売り上げ、これはスターンにとって2番目に多く売れたゲームとなった。
ライターの多根清史は、『ギャラクシアン』のスクロールがムード作りに過ぎなかったことに比べ、本作を「演出の域を超えた歴史的な作品」とし、「日本製に限れば横スクロールシューティングの元祖にふさわしい」と評価した。
アーケードゲーム業界誌『ゲームマシン』は、日本のゲームセンターを対象に1981年で最も稼ぎ人気を得たゲーム機の投票調査を行い、129店舗中4店舗が本作を3位に選んだ。また、作品別に順位を得点換算した集計では14位の結果となった。

## 影響
本作は画面が横スクロールしながら宇宙船が水平方向に移動して迎撃するという点で、1980年10月にアメリカ合衆国の見本市で披露されたウィリアムスの『ディフェンダー』と類似する。ただし、ディフェンダーは幾何学的なキャラクターと地味な配色に留まっていたのに対し、スクランブルは細かな描写と鮮やかな配色、大きなキャラクターを使った。また、背景の横スクロールは世界観の変化を演出するとともに、地形との衝突が脅威になるというゲーム性をもたらした。
ナムコで『ゼビウス』の原案を企画した澤野和則は、スクランブルの空中と地上を撃ち分けるアイデアに感心し、これを縦スクロールに変えて企画を完成させたと語った。
1985年に発売されたコナミの大ヒット作『グラディウス』は本作の続編制作としてプロジェクトが立ち上げられた経緯がある。後に発売された資料において、本作はグラディウスシリーズの1作目として扱われた。『オトメディウス エクセレント!』には2011年12月13日に追加されたEX1ステージにプレイヤー機がボスとして登場した。ただし、コナミのシューティング史の中の1本としてグラディウスシリーズとは別個に扱われている場合もある。

## 他機種版
| No. | 発売日                      | 対応機種                                     | タイトル                                          | 開発元                        | 発売元                           | メディア                                                   | 売上本数・備考                                                              |
| --- | --------------------------- | -------------------------------------------- | ------------------------------------------------- | ----------------------------- | -------------------------------- | ---------------------------------------------------------- | --------------------------------------------------------------------------- |
| 1   | 1981年                      | MZ-80K                                       | スクランブル                                      | 個人開発（相川正輝）          | アスキー出版                     | 『月刊アスキー』1981年9月号にプログラムリスト掲載          | -                                                                           |
| 1   | 1981年                      | PC-8001                                      | スクランブル                                      | 個人開発（読者投稿）          | 工学社、コムパック               | 『I/O』1982年1月号へのプログラムリスト掲載、カセットテープ | -                                                                           |
| 2   | 1982年                      | ぴゅう太                                     | スクランブル                                      | トミー                        | トミー                           | ロムカセット                                               | -                                                                           |
| 3   | 1983年                      | コモドール64                                 | SCRAMBLE                                          | -                             | -                                | -                                                          | 日本未発売                                                                  |
| 4   | 1998年                      | アーケード                                   | コナミ80'sアーケードギャラリー                    | コナミ                        | コナミ                           | -                                                          | アーケード版の移植                                                          |
| 5   | 1999年5月13日               | PlayStation                                  | コナミ80'sアーケードギャラリー                    | KCE札幌                       | コナミ                           | CD-ROM                                                     | アーケード版の移植                                                          |
| 6   | 2002年5月2日                | ゲームボーイアドバンス                       | コナミアーケードゲームコレクション                | コナミ                        | コナミ                           | ロムカセット                                               | アーケード版の移植                                                          |
| 6   | 2005年7月21日               | PlayStation 2                                | オレたちゲーセン族 スクランブル                   | ゴッチテクノロジー            | ハムスター                       | CD-ROM                                                     | アーケード版の移植                                                          |
| 7   | 2006年9月13日               | Xbox 360                                     | スクランブル                                      | Digital Eclipse               | コナミデジタルエンタテインメント | ダウンロード                                               | アーケード版の移植                                                          |
| 8   | 2007年3月15日               | ニンテンドーDS                               | コナミ アーケード コレクション                    | エムツー                      | コナミデジタルエンタテインメント | ニンテンドーDSカード                                       | アーケード版の移植                                                          |
| 9   | 2014年12月25日              | PlayStation 4（アーケードアーカイブス）      | スクランブル                                      | ゴッチテクノロジー            | ハムスター                       | ダウンロード                                               | アーケード版の移植                                                          |
| 10  | 2019年4月18日 2019年4月18日 | Nintendo Switch PlayStation 4 Xbox One Steam | アーケードクラシックス アニバーサリーコレクション | ハムスター ゴッチテクノロジー | コナミデジタルエンタテインメント | ダウンロード                                               | 本作も含むアーケードゲーム8作品を収録した オムニバスソフトの1作として収録。 |
| 11  | 2019年9月26日               | Nintendo Switch（アーケードアーカイブス）    | スクランブル                                      | ゴッチテクノロジー            | ハムスター                       | ダウンロード                                               | アーケード版の移植                                                          |

PC-8001版

LSIゲーム版（トミー、1982年）
小売価格は7980円。2段階のスクロール速度からレベル選択ができる。本体前面にキャラの得点表を記載。上下にしか移動できないが、雰囲気は味わえる。隕石ステージとUFOステージが入れ変わっている、要塞ステージがスクロールしない固定面に変わったなどの違いがある。
Vectrex版
日本版の光速船向けには「スクランブルウォーズ」のタイトルで発売。
PC-6001版
ぴゅう太版
コナミ80'sアーケードギャラリー
コナミのレトロアーケードを10作収録したアーケードゲームで、同じアーケード復刻である『スペースインベーダーDX』『ナムコクラシックコレクション』と並び、ゲームセンターのレトロコーナーの2in1筐体でよく見られる。PlayStation用が1999年5月13日発売。
ゲームボーイアドバンス用『コナミアーケードゲームコレクション』（2002年5月2日発売）
タイトル画面でコナミコマンドを入れると音が出るので、そこからスタートするとアレンジ版がプレイできる。
ニンテンドーDS用『コナミ アーケード コレクション』（2007年3月15日発売）
PlayStation 2版
2005年7月21日に「オレたちゲーセン族」（ハムスター）のラインナップとして単品発売。
Xbox 360版
2006年9月13日よりXbox Live アーケードで配信。
PlayStation 4、Nintendo Switch版
PlayStation 4版は2014年12月25日より、Nintendo Switch版は2019年9月26日より、それぞれアーケードアーカイブスで配信。
『アーケードクラシックス アニバーサリーコレクション』版
2019年4月18日、コナミグループ50周年事業の一環として、往年のコナミゲームを幾つかのカテゴリに集めたオムニバスシリーズ第1弾として、ダウンロード専売でNintendo Switch、PlayStation 4、Xbox One、Steamの4機種用としてリリース（マルチプラットホームソフトのため、PS4版・Xbox 360版は先行した個別版とは別にリリースされたことになる）。
収録作は本作のほか7作品（『グラディウス』、『グラディウスII GOFERの野望』、『沙羅曼蛇』、『ツインビー』、『A-JAX』、『悪魔城ドラキュラ』、『サンダークロス』。全てAC版）。

## 許諾をめぐる問題

### 暴力団員による許諾恐喝
スクランブルの発表当時、日本ではテレビゲーム基板のコピー改造が横行しており、そのコピー業者の多くは組織暴力団と繋がっていた。1981年1月のATE出展後、コナミ工業社長の上月景正はある関係業者（業者Aとする）に相談を持ち込んだところ、業者Aは暴力団に解決してもらうのが早いとして山口組系暴力団組長（Bとする）に相談を持ち込んだ。Bはコナミ工業の経営陣を前に『ジ・エンド』のコピー基板を見せ、経営陣が動揺したため、上月はBにスクランブルのコピー防止を要請した。Bはコピー防止策として、コピー業者へB配下の暴力団員を派遣して謝罪させるため、コナミ工業が業者Aにスクランブルの一切の権利を譲渡したとする架空の書類を作成するよう要求し、上月はこれを承認した。Bは上月から報酬を受け取った上で約束通りコピー業者に暴力団員を派遣したが、コナミ工業の了解なくコピー業者を脅迫し、数億円に及ぶ許諾料を横取りする形で手に入れた。Bは1982年4月に恐喝の疑いで逮捕された。1985年5月、東京地方裁判所は製造権を認めた上月にも過失があるとした上で、Bによる恐喝の事実を認定した。Bは懲役2年8か月の実刑判決を言い渡され、控訴せず判決が確定した。

### 販売権の濫用
コナミ工業から台湾や東南アジア地域での販売権を獲得したアーティックの子会社が、アメリカ合衆国でスクランブルを出荷し、北米における独占販売権を持っていたスターンに訴訟される事件が起きた。

### コピー問題
アメリカ合衆国において、北米における独占販売権を持っていたスターンが、同時期に同名のタイトルで類似の内容のゲームを発売した会社を著作権と商標権の侵害で告訴した。裁判では画像や音を生成するコンピュータプログラムの複製が著作物の複製に該当するかどうかが争点になった。1982年1月20日、第2巡回区控訴裁判所は、この行為は著作物の複製の要件を満たすとして、スターン側に有利な判決を下した。
イタリアにおいてはザッカリアのみが正式許諾を受けているが、以前からコピー基板の製造が盛んにおこなわれており、本作のコピー基板も製造されていた。